# Eucalyptus badjensis
Eucalyptus badjensis är en myrtenväxtart som beskrevs av De Beuzev. och Donald Stuart Welch. Eucalyptus badjensis ingår i släktet Eucalyptus och familjen myrtenväxter. Inga underarter finns listade i Catalogue of Life.